# Neus Miró
Neus Miró González (Barcelona, 1967) es una crítica de arte y comisaria independiente española.

## Biografía
Neus Miró nació en Barcelona en 1967. Se licenció en Historia del arte en la Universidad de Barcelona, tiene un máster en Curating Contemporary Art del Royal College of Art y ha cursado estudios de doctorado en Central Saint Martins. Desde enero de 2017 es miembro de la comisión asesora del Museo de Arte Contemporáneo de Castilla y León (MUSAC). Entre 2014 y 2019 trabajó como curadora en la Wolverhampton Art Gallery (Reino Unido).
Su ámbito de investigación se ha centrado alrededor de las prácticas en cine y vídeo, y en las historias de la exposición. Entre sus últimos proyectos curatoriales cabe destacar la participación en el equipo curatorial de «Apología/Antología. Recorridos por el vídeo en el contexto español» (Hamaca, 2016), «Insomnia» (Fundación Joan Miró, 2013), «Sharon Lockhart: Doble Tide» (Espai d’art contemporani de Castelló, 2012), «Ficciones Urbanas» (Koldo Mitxelena, 2011), «Objetos desclasificados» (CaixaForum Barcelona, 2010) y «Los tiempos de un lugar» (Centro de Arte y Naturaleza Fundación Beulas, 2009). Ha escrito en catálogos y revistas como Afterall, Exit Express o L’Avenç y ha sido editora de la sección de arte de la revista Benzina entre 2006 y 2011. También ha sido profesora visitante en la Escuela de Diseño de la Universidad Ramon Llull, en la Universidad Internacional de Cataluña y en la Universidad de Zaragoza.